# Broekhem
Broekhem (en limbourgeois : Brokem) est un village néerlandais d'environ 1 960 habitants (2005) dans la commune de Fauquemont-sur-Gueule, dans la province du Limbourg néerlandais.

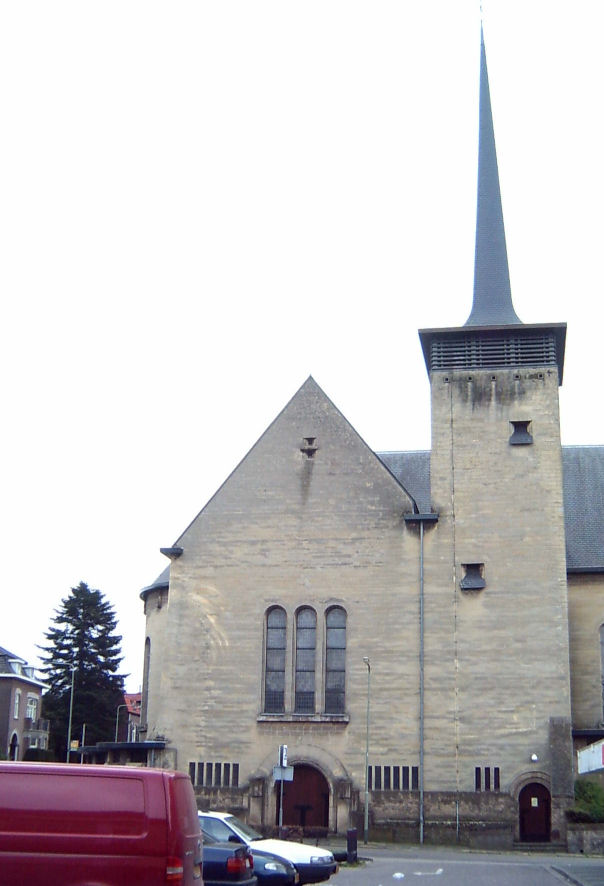
Église Saint-Joseph

## Géographie

### Situation
Broekhem est situé sur la rive droite de la Gueule, à l'ouest de Fauquemont. Le village est coupé en deux par la ligne de chemin de fer Maestricht-Heerlen. Le vieux centre est situé au sud de cette ligne.

## Histoire
La première mention de Broekhem date de 1391. Jusqu'en 1940, Broekhem faisait partie de la commune de Houthem, puis de 1940 à 1981 à celle de Valkenburg-Houthem.